# Arxiu Stanley Kubrick
L'Arxiu Stanley Kubrick està conservat per la University of the Arts London als Archives and Special Collection Centre del London College of Communication. Es va obrir l'octubre de 2007 i conté material recollit i propietat del director de cinema estatunidenc Stanley Kubrick (1928–1999). Va ser traslladat de casa seva l'any 2007 a través d'un regal de la seva família i conté gran part del material de treball que Kubrick va aplegar al llarg de la seva vida.
El 2018, una exposició al voltant de tot aquest contingut es va mostrar al Centre de Cultura Contemporània de Barcelona.

## Contingut
La col·lecció abasta la carrera de Kubrick com a fotògraf de la revista Look i com a director de cinema. Les seves pel·lícules són: Fear and Desire, Killer's Kiss, Atracament perfecte, Camins de glòria, Espàrtac, Lolita, Doctor Strangelove, 2001: una odissea de l'espai, La taronja mecànica, Barry Lyndon, The Shining, Full Metal Jacket i Eyes Wide Shut. Kubrick també tenia previst fer una altres pel·lícules: dos projectes en particular van ser abandonats just abans de la producció, Napoleon i The Aryan Papers. També va tenir un paper important en la concepció d'A.I. Artificial Intelligence, encara que va ser completada després de la seva mort per Steven Spielberg.
La col·lecció dipositada a la universitat està formada per una gran diversitat de material que inclou utillatge teatral, guions, treballs de documentació, tràmits de producció com fulls de convocatòria, vestuari i fotografies de totes les seves pel·lícules i de l'etapa a Look, així com material per a aquells projectes que es van concebre però mai no es van materialitzar. Mantenint un alt grau de control en el procés de realització de pel·lícules, Kubrick va poder conservar el material generat per les seves tècniques pioneres, recerca i treball de producció, convertint aquesta col·lecció en un dels exemples més complets de la pràctica cinematogràfica al món.